# 학생증

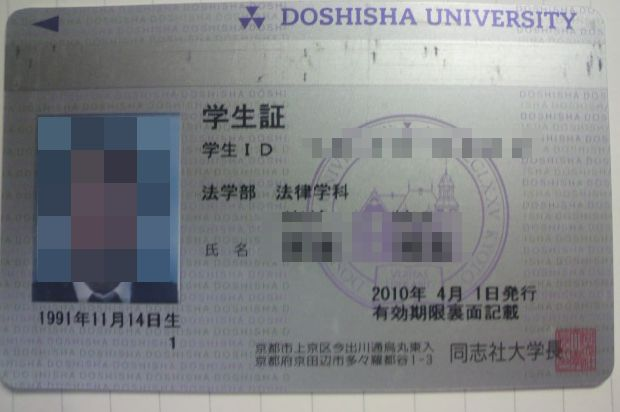
도시샤 대학의 학생증

학생증(學生證, 영어: Student ID card)은 학교가 학생 각각에 대해서 교부하는 재학을 증명하는 문서이면서 신분증다. 일반적으로 학생이 교내에서 상시로 휴대하는 인증서이며, 제출할 수 문서로는 재학증명서(在學證明書)라는 증명서가 별도로 존재하고 있다.

## 역사
1993년 NACCU(National Association of Campus Card Users) 이사회는 듀크 대학교에서 첫 이사회를 열었다. 위원회는 로욜라 칼리지, 듀크 대학교, SUNY Geneseo 및 플로리다 주립 대학교의 사상가들로 구성되었다. 이들의 비전은 새로 설치된 애플리케이션, 벤더 성능, 기술 플랫폼 및 카드 시스템 시장과 관련된 기타 문제에 대해 카드 시스템 개발 책임이 있는 대학 관리자를 교육할 목적으로 조직을 만드는 것이었다.
오늘날 NACCU는 전 세계 대학의 캠퍼스 자격 증명 전문가로 구성되어 있다. NACCU는 회원들에게 웨비나, 연례 회의, 리소스 저장소, 리스트서브(listserv), 프로그램 평가 리소스, CampusIDNews 간행물(구 CR80News)과 같은 기회를 제공한다. NACCU의 회원 및 활동은 수년에 걸쳐 계속 증가했다. 

## 같이 보기
- 학번
- 국제 학생증
- 에라스뮈스 프로그램
- 다요소 인증
- 개인 식별 번호